# Mas del Bonrepòs (Reus)
El Mas del Bonrepòs és una masia de Reus (Baix Camp) inclosa a l'Inventari del Patrimoni Arquitectònic de Catalunya, situat a Bellissens, a la vora dreta del barranc del Molinet. També se'l coneix com a Mas del Conde o de les Parades del Conde.

## Descripció
Aquest edifici aïllat envoltat d'arbrat és un habitatge unifamiliar de planta rectangular format per planta baixa i dos pisos. L'accés és a la façana principal. Els extrems són dos cossos de planta baixa i galeria coberta en el primer pis. Les galeries amb vuit arcs conopials i barana de balustres ceràmics. L'accés principal amb portal allindat i motllures estriades als brancals. Presenta dues obertures rectangulars que simètricament es corresponen amb els balcons del primer pis i les obertures del segon. L'acabat és amb un ampit massís i arrodonit a la part central emmarcant un medalló ornamentat. L'edifici té sòcol de mosaic hidràulic amb dibuixos. Els murs estan arrebossats de calç i la fusteria és de fusta.
Davant de l'habitatge hi ha una petita capella exempta d'una sola crugia i coberta de ceràmica. Hi ha un antic accés a la finca amb porta de ferro i ornamentació de mosaic.
L'estat actual del mas, és molt deficient.

## Història
El nom és una denominació moderna de quan el comte de Solterra, germà del Marquès de Mariano, propietari del parc de Samà, va adquirir cap als anys quaranta del segle xx, el mas del Gilet, el del Guasc, el de la Llorda i el del Pinteta, que eren un a tocar de l'altre. Va donar al conjunt el nom artificiós de «Bon Repòs» però la gent només en diu Mas del Conde.